# Mihăileni (Harghita)
Pour les articles homonymes, voir Mihăileni.
Mihăileni (en hongrois : Csikszentmihály) est une commune roumaine du județ de Harghita, dans la région historique de Transylvanie. Elle est composée des quatre villages suivants:
- Livezi (Lóvész)
- Mihăileni, siège de la commune
- Nădejdea (Ajnád)
- Văcărești (Vacsárcsi)

## Localisation
Mihăileni est située dans la partie du centre-est du comté de Harghita, au l'est de la Transylvanie dans le Pays Sicule, dans la dépression de Ciuc, au pied des monts Harghita, à 15 km de la ville de Miercurea Ciuc.

## Monuments et lieux touristiques
- L'église romaine-catholique Saint Michel du village de Mihăileni (construite au XVe siècle), monument historique.
- Le manoir “Biális” du village de Mihăileni (construite en 1837), monument historique.
- Viaduc de Caracău (construite au XIXe siècle)
- Site archeologique "Kerekparlag" du village de Mihăileni.

## Relations internationales
La commune de Mihăileni est jumelée avec:
- Enese (Hongrie)
- Gabčíkovo (Slovaquie)
- Sankt Stefan am Walde (Autriche)